# Stegehällsdammen
Stegehällsdammen är en sjö i Askersunds kommun i Närke och ingår i Motala ströms huvudavrinningsområde. Sjöns area är 0,066 kvadratkilometer och den befinner sig 184 meter över havet.